# كاغلا كاكار
كاغلا كاكار (بالتركية: ÇAĞLA ÇAKAR )‏ (مولودة في 25 يونيو 2003) ممثلة طفلة وطالبة تركية مشهورة، وزادت شهرتها في العالم العربي بعد عرض مسلسل قامت به كاغلا بدور بطولة وهو وعاصي وقد تم عرضهما على MBC4، بدأت مشوارها الفني بسن صغيرة وذلك عام 2009

## أهم أعمالها
- المسلسلات:
  - عاصي (مسلسل)(2009)